# Aello (arpia)
Aello (in greco antico: Ἀελλώ -οῦς?, Aellṑ), poi divenuta in latino Podarge, è un personaggio della mitologia greca ed una delle tre Arpie, figlie di Taumante e di Elettra.
È conosciuta anche con i nomi:
- Aellopo (Ἀελλόπους, Aellòpūs, "piede alato")
- Aellope (Ἀελλώπη, Aellṑpē)
- Podarge (Ποδάργη, Podàrghē, "dal piede svelto")
- Podarce (Ποδάρκη, Podàrkē, "dal piede sicuro")
- Nicotoe (Νικοθόη, Nīkothòē, "colei dalla rapida vittoria")

## Mitologia
Aello era utilizzata dagli dei per imporre la pace e assegnare le giuste punizioni per i crimini commessi. Veniva descritta inizialmente come una bellissima fanciulla alata. In seguito altri scrittori la descrissero come un mostro alato con il volto di un'orrenda megera, a volte metà donna metà uccello con artigli appuntiti e ricurvi. Viene anche descritta mentre cattura delle persone per condurle nell'Ade dalle Erinni e torturarle.
Secondo alcuni autori era la madre di Balio e Xanto, cavalli immortali appartenuti ad Achille, generati con il vento Zefiro. Altri sostengono che in realtà i due cavalli siano stati generati da Zefiro con Celeno, sorella di Aello.